# Synhomelix kivuensis
Synhomelix kivuensis är en skalbaggsart som beskrevs av Stefan von Breuning 1956. Synhomelix kivuensis ingår i släktet Synhomelix och familjen långhorningar. Inga underarter finns listade i Catalogue of Life.